# Шумово (Сокульський повіт)
Шумово (пол. Szumowo) — село в Польщі, у гміні Корицин Сокульського повіту Підляського воєводства.
Населення — 82 особи (2011).
У 1975-1998 роках село належало до Білостоцького воєводства.

## Демографія
Демографічна структура станом на 31 березня 2011 року:
|          | Загалом | Допрацездатний вік | Працездатний вік | Постпрацездатний вік |
| -------- | ------- | ------------------ | ---------------- | -------------------- |
| Чоловіки | 44      | 15                 | 21               | 8                    |
| Жінки    | 38      | 9                  | 17               | 12                   |
| Разом    | 82      | 24                 | 38               | 20                   |